# Arturo Montecinos Rozas
Arturo Montecinos Rozas (Osorno, 1875-Santiago, 19 de abril de 1934) fue un abogado y político chileno, miembro del Partido Radical (PR).Se desempeñó como diputado durante las décadas de 1920 y 1930, así como biministro de Estado bajo el segundo gobierno del presidente Arturo Alessandri Palma.

## Familia y estudios
Nació en la comuna de Osorno, en 1875, hijo de Carlos Montecinos y Filomena Rozas Pérez. Realizó sus estudios superiores en la carrera de derecho en la Universidad de Chile, jurando como abogado el 18 de octubre de 1901, con la tesis titulada: Del ministerio público: sobre la conveniencia de suprimirlo.
Se dedicó a ejercer su profesión en el sur del país. Fue además, secretario de la Municipalidad de Osorno, director del Banco Osorno y La Unión en 1923.
Se casó con Luisa Montalva Barrientos, con quien tuvo dos hijos: Arturo y Sergio.

## Carrera política
Militó en el Partido Radical (PR), siendo director y presidente de la Asamblea Radical de Osorno.
En las elecciones parlamentarias de 1921, fue elegido como diputado por Osorno, por el período legislativo 1921-1924. Durante su gestión integró la Comisión Permanente de Gobierno.
En las elecciones parlamentarias de 1921, obtuvo la reelección diputacional por la misma zona, por el período 1924-1927. En esa oportunidad continuó integrando la Comisión Permanente de Gobierno. Sin embargo no logró finalizar su periodo parlamentario debido a que fue disuelto el Congreso Nacional, el 11 de septiembre de 1924 por decreto de la Junta de Gobierno, instaurada tras un golpe de Estado.
Luego, en las elecciones parlamentarias de 1925, fue elegido como diputado nuevamente, pero por la reformada 23.ª Circunscripción Departamental (correspondiente a los departamentos de Osorno, Llanquihue y Carelmapu), por el período 1926-1930. Fue diputado reemplazante en la Comisión Permanente de Legislación y Justicia; y en la de Policía Interior; e integró la Comisión Permanente de Agricultura y Colonización.
En las elecciones parlamentarias de 1930, obtuvo la reelección por la misma 23.ª Circunscripción Departamental (Osorno, Llanquihue y Carelmapu), por el período 1930-1934. Fue diputado reemplazante en la Comisión Permanente de Legislación y Justicia. Además, fue elegido como presidente de la Cámara de Diputados, función que cumplió desde el 22 de mayo de 1930 hasta el 30 de noviembre de 1931. De la misma manera, fue por segunda vez disuelto el Congreso Nacional, debido a un golpe de Estado que estalló el 4 de junio de 1932, derrocando al gobierno del presidente radical Juan Esteban Montero.
Posteriormente, en el segundo gobierno del presidente Arturo Alessandri, fue nombrado simultáneamente como ministro de Tierras y Colonización y de Agricultura; ocupando ambos cargos entre el 30 de octubre de 1933 y el 19 de abril de 1934. Falleció en Santiago de Chile, durante el ejercicio de esas funciones.